# Connettore XLR
Il connettore XLR, detto anche Cannon (in riferimento al costruttore originale: Cannon Electric, adesso parte della ITT Corporation), è un connettore elettrico sviluppato alla fine anni 1940, per funzioni in ambito di segnali audio, con diversi schemi di piedinatura (i più comuni a 3, 4 o 5 poli) e dotato di un adeguato sistema di blocco d'aggancio (tra maschio e femmina).
Il connettore XLR è più comunemente usato per trasportare i segnali su una linea bilanciata, permettendo di collegare gli apparecchi anche a grande distanza, senza perdite di qualità, causate da eventuali rumori captati per radiazione, sulla linea di trasmissione.
Numerosi produttori, tra cui Neutrik e Alcatel, vendono questi connettori, sia in versione con contatti a saldare, che con terminazioni a perforazione del isolante, e sia in versione volante (connettori da cavo), che in versione da pannello (connettori da strumentazione).

## Storia
Il connettore XLR è stato prodotto per la prima volta negli Stati Uniti dalla Cannon Electric. La sigla inizialmente era Cannon X , in seguito, furono aggiunti prima un blocco (Latch) di sicurezza, e poi un isolante di gomma (Rubber) attorno ai poli, così naque la sigla completa XLR; che a volte viene interpretata come "eXtra Long Run".
Il tipo a 3 poli (XLR3) è stato utilizzato dalla Ampex fin dal 1950, per connessioni di segnali audio, adottando la convenzione che vedeva il pin 2 (pin caldo - hot) come segnale di ritorno, e il pin 3 (o pin freddo - cold ) come segnale di mandata; in seguito, questa convenzione è stata adottata anche da altre aziende produttrici di apparecchiature. E la logica di questo standard è che, la successione 1-2-3 (dove il pin 1 rappresenta il contatto di massa o schermo) rispecchia la sequenza crescente della polarità (massa-negativa-positiva); inoltre, essendo il pin 3 disposto in maniera asimmetrica, si identifica più facilmente.
Sempre intorno al 1950, molte altre aziende, tra cui la Magnecord, principale concorrente della Ampex, adottarono un diverso standard di cablaggio, per questo connettore, che prevede l'utilizzo del pin 2 come terminale positivo (invertendo le parti). La convenzione di polarità del pin 2 come terminale positivo, è stata adottata per tutti i livelli audio, dai costruttori di molti paesi, e fu infine esplicitamente standardizzata per l'uso microfonico nel 1975, dalla Commissione Elettrotecnica Internazionale (IEC), nella sua pubblicazione IEC-268, parte 12. Questa nuova convenzione è stata successivamente approvata per tutte le applicazioni, sia dalla SMPTE (Society of Motion Picture and Television Engineers) nella sua raccomandazione RP-134-1986, che dalla European Broadcasting Union (EBU) nella Raccomandazione Tecnica EBU R50-1988. Il gruppo di lavoro sulla normalizzazione della AES (Audio Engineering Society), ha determinato che negli USA, una maggioranza considerevole di costruttori e utilizzatori, stiano seguendo questa convenzione. Il gruppo ha concluso che, anche se ci sono valide argomentazioni tecniche e storiche per la convenzione pin 3 positivo, la convenzione del pin 2 positivo è ora ampiamente standardizzata e commercialmente in uso e deve quindi essere riconosciuta, e questo sia per i segnali a livello microfonico che per quelli a livello di linea.
Dal 1992, con gli standard AES/EBU, varie parti della IEC 60958, sottolineano questa normativa standardizzata: massa/schermo sul pin 1, segnale da trasportare sul pin 2, e segnale invertito (sfasato) sul pin 3.

## Applicazioni

### 3 poli
Nella sua versione a tre poli, il connettore XLR viene usato normalmente per la terminazione di linee audio bilanciate, ma spesso viene usato anche per segnali sbilanciati creando un corto circuito tra il polo di massa e quello freddo. È praticamente l'unico tipo di connettore impiegato per il collegamento di microfoni, mentre per i segnali a livello di linea è più comunemente usato il jack stereo.
Bisogna fare attenzione alle apparecchiature che usano il polo 3 come caldo, perché può capitare facilmente di invertire la polarità del segnale audio.
Sempre la versione tripolare viene usata per le connessioni audio di tipo digitale: in questo caso il sistema di modulazione usato non pone problemi nel caso di connessioni in controfase.
Lo standard EIA RS-297-A prevede che i connettori XLR3 per l'audio bilanciato siano cablati come da tabella:
|     |                              |
| Pin | Funzione                     |
| 1   | Massa (schermatura del cavo) |
| 2   | Polarità normale ("caldo")   |
| 3   | Polarità inversa ("freddo")  |

- Guardando il connettore femmina, il pin in alto a sinistra è il numero 2, quello in alto a destra è il numero 1 e quello in basso è il 3.
- Guardando il connettore maschio, il pin in alto a sinistra è il numero 1, quello in alto a destra è il numero 2 e quello in basso è il 3.

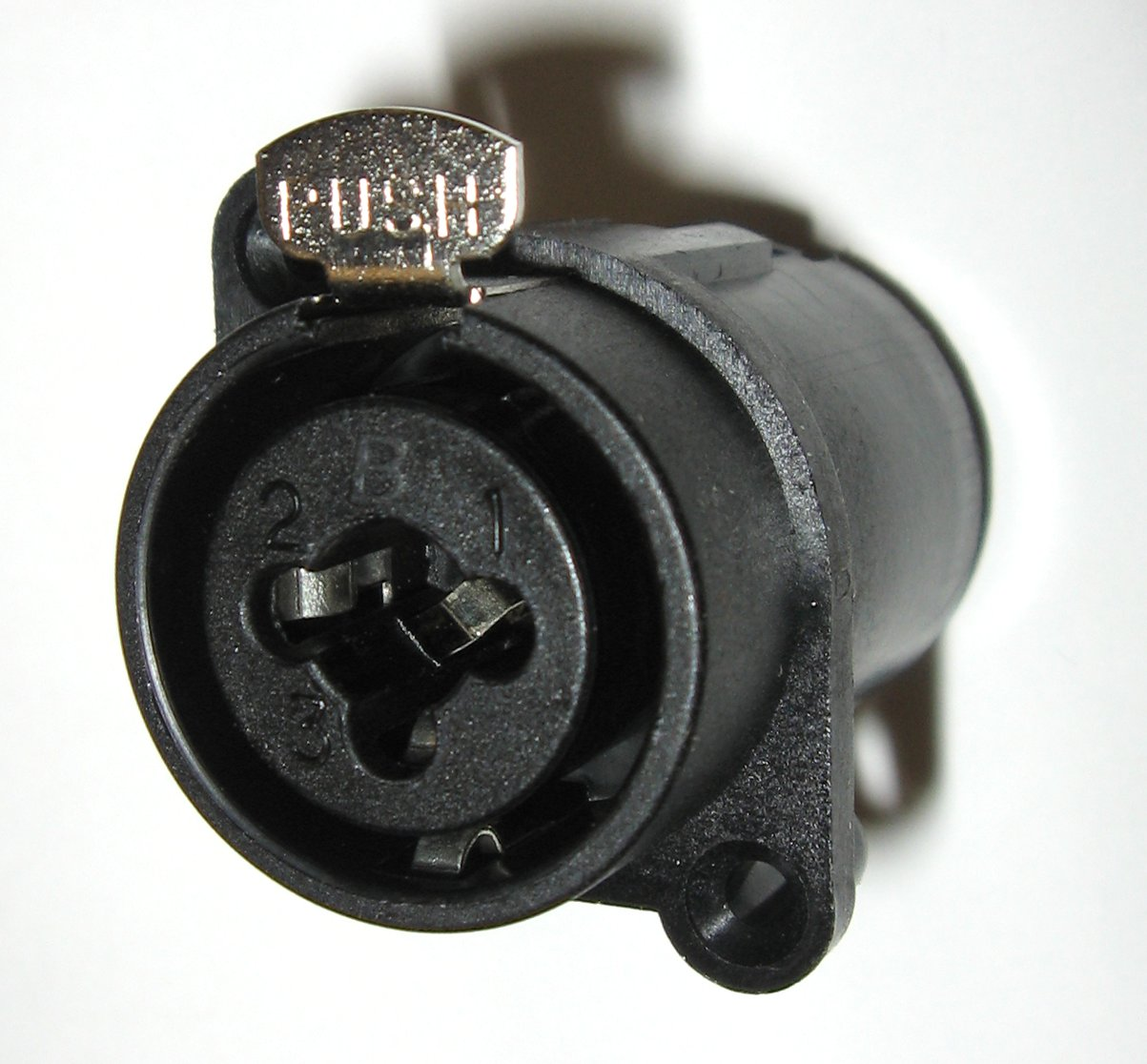
XLR and 1/4" TRS combo jack.

Si noti che né gli standard né i fabbricanti sono d'accordo su quale sia il modo migliore di collegare il pin numero 1, che sia alla schermatura del cavo, al filo di drenaggio o a un cavo separato collegato o meno alla schermatura.
Commenti su AES48
Come regola, il connettore maschio è usato come uscita e il connettore femmina come ingresso. I microfoni hanno un connettore maschio integrato come uscita, mentre un cavo audio è di tipo maschio/femmina. Il mixer audio presenta dei connettori femmina agli ingressi, mentre le uscite e i ritorni saranno maschi.
Esistono diversi modelli di connettore "combo" femmina in grado di accettare sia XLR che Jack.

### 4 poli
La versione a 4 poli del connettore XLR viene impiegata per la connessione di cuffie microfoniche (che usano quattro fili) o per il trasporto di alimentazione elettrica in corrente continua a bassa tensione.

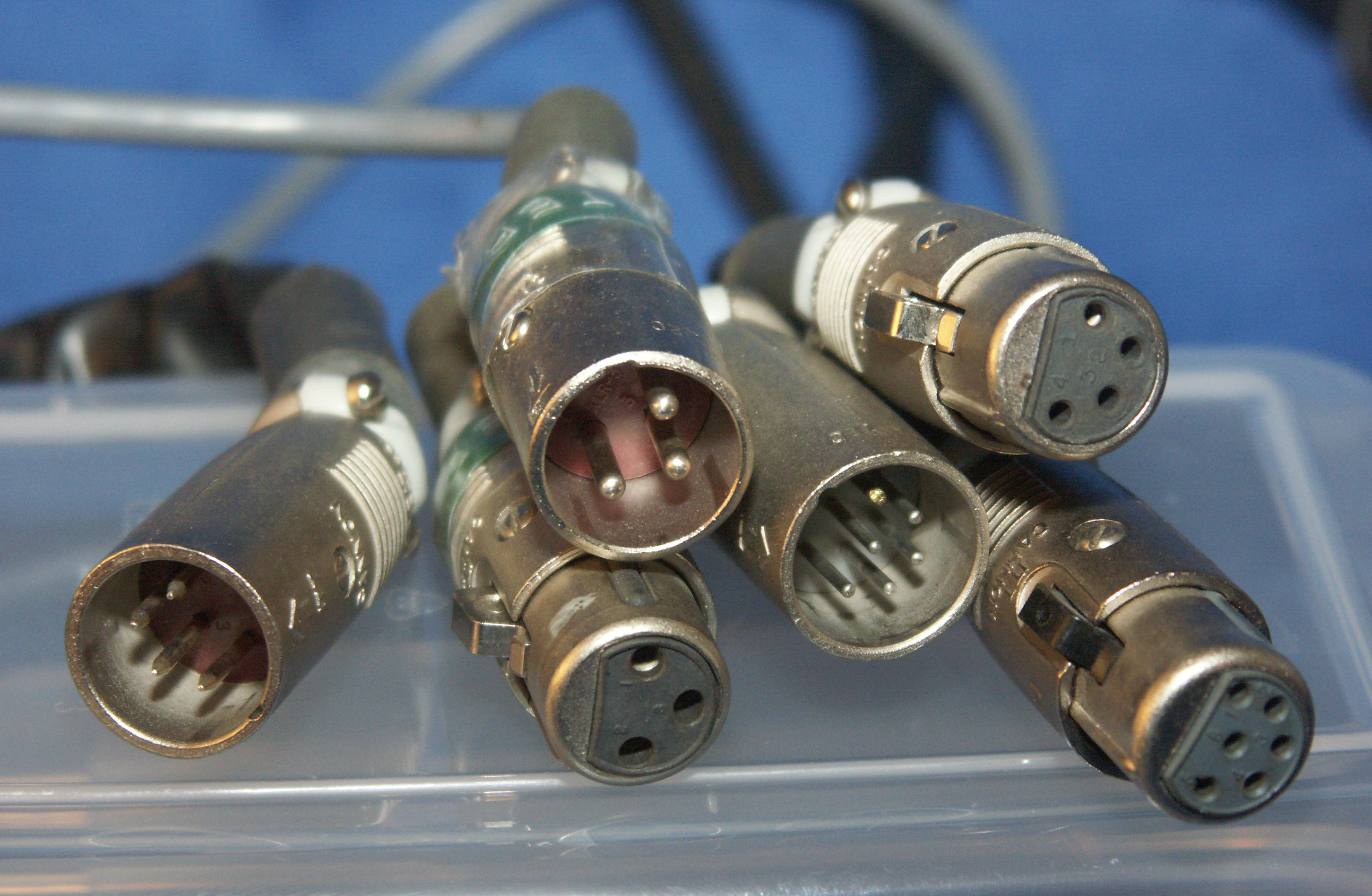
Connettori XLR maschio e femmina, con diversi poli.

### 5 poli
La versione a 5 poli del connettore XLR è usata per sistemi di comunicazione, cuffie microfoniche (microfono con massa e i due auricolari separati con massa) ed è lo standard per connessioni DMX512, usato per il controllo dell'illuminazione di scena, consentendo di controllare da computer o centraline vari tipi di luci, intelligenti e classiche.

### 6 poli
La versione a 6 poli è usata per postazioni di comunicazione a doppio canale, dove ogni canale usa tre dei sei poli disponibili.

### 7 poli
La versione a 7 poli del connettore XLR è usata raramente. Un tipo di applicazione si ha sulle CCU delle telecamere Thomson 1647, per collegare l'intercom a doppio canale.
Il power Cannon (detto anche XLR-LNE) ha i poli protetti da un isolante rosso, e fu progettato come connettore di alimentazione. Fu sostituito dal più comune connettore a vaschetta IEC e in seguito dal connettore PowerCon della Neutrik.

## Aspetti costruttivi
Il connettore femmina XLR è progettato per connettere il polo numero 1 (di solito la massa) prima degli altri. Questo permette di collegare o scollegare i connettori senza introdurre ronzii di massa, come succede per esempio con i connettori di tipo RCA, che inseriscono prima il polo caldo (quello centrale col segnale).

## Applicazioni
Il connettore trova applicazione, tra gli altri, nel microfono Sennheiser MD 441.

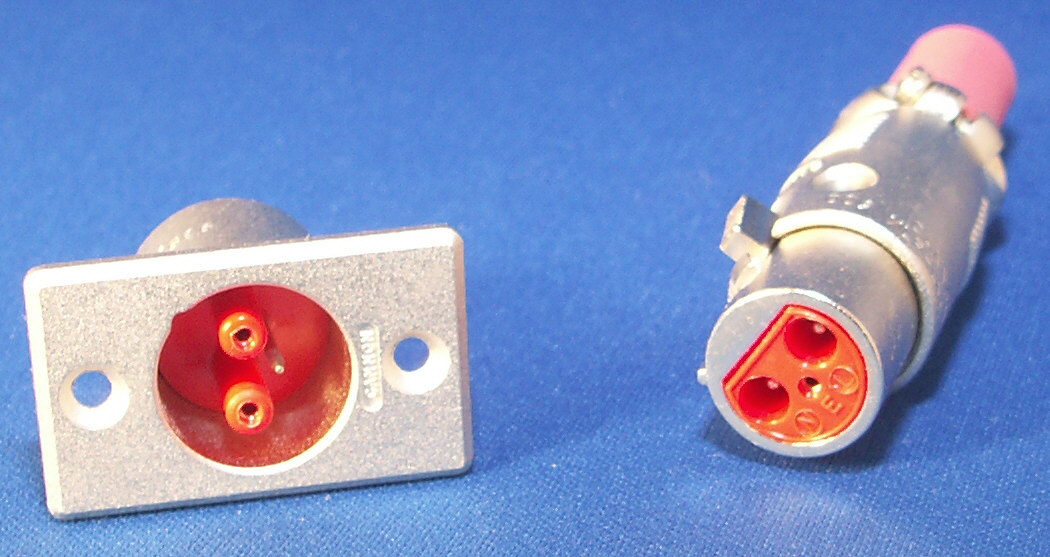
Connettori XLR-LNE a 2 poli, per alimentazione elettrica
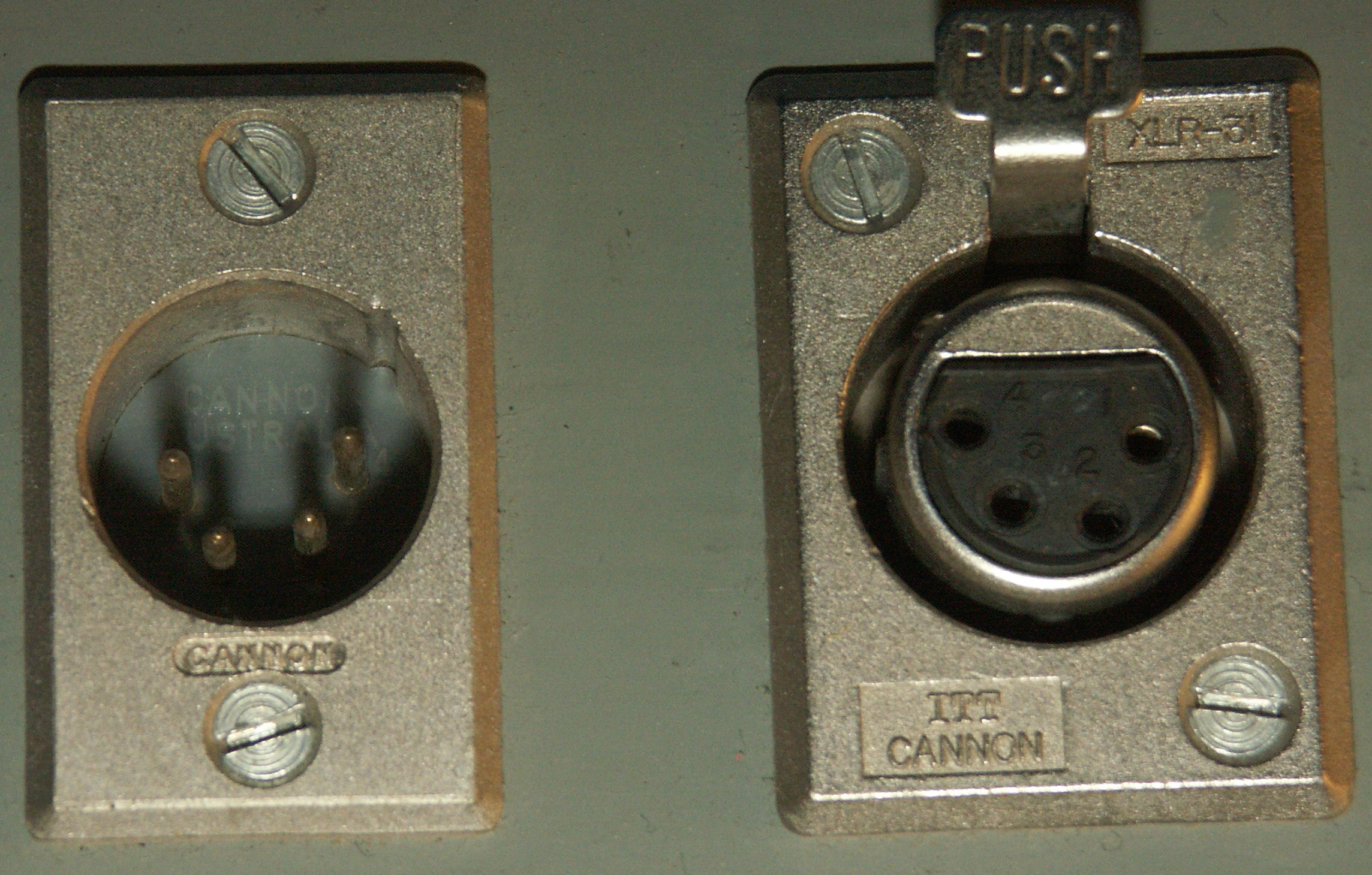
Connettori XLR4 da pannello, maschio e femmina
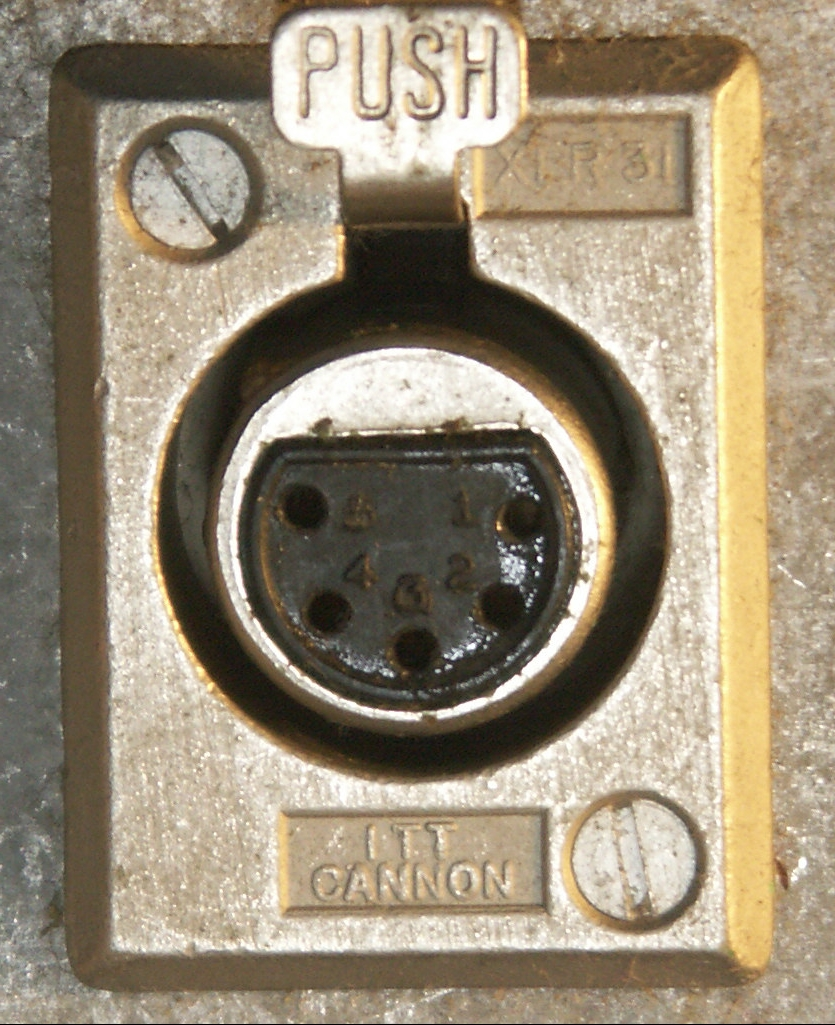
Connettore XLR5 femmina da pannello
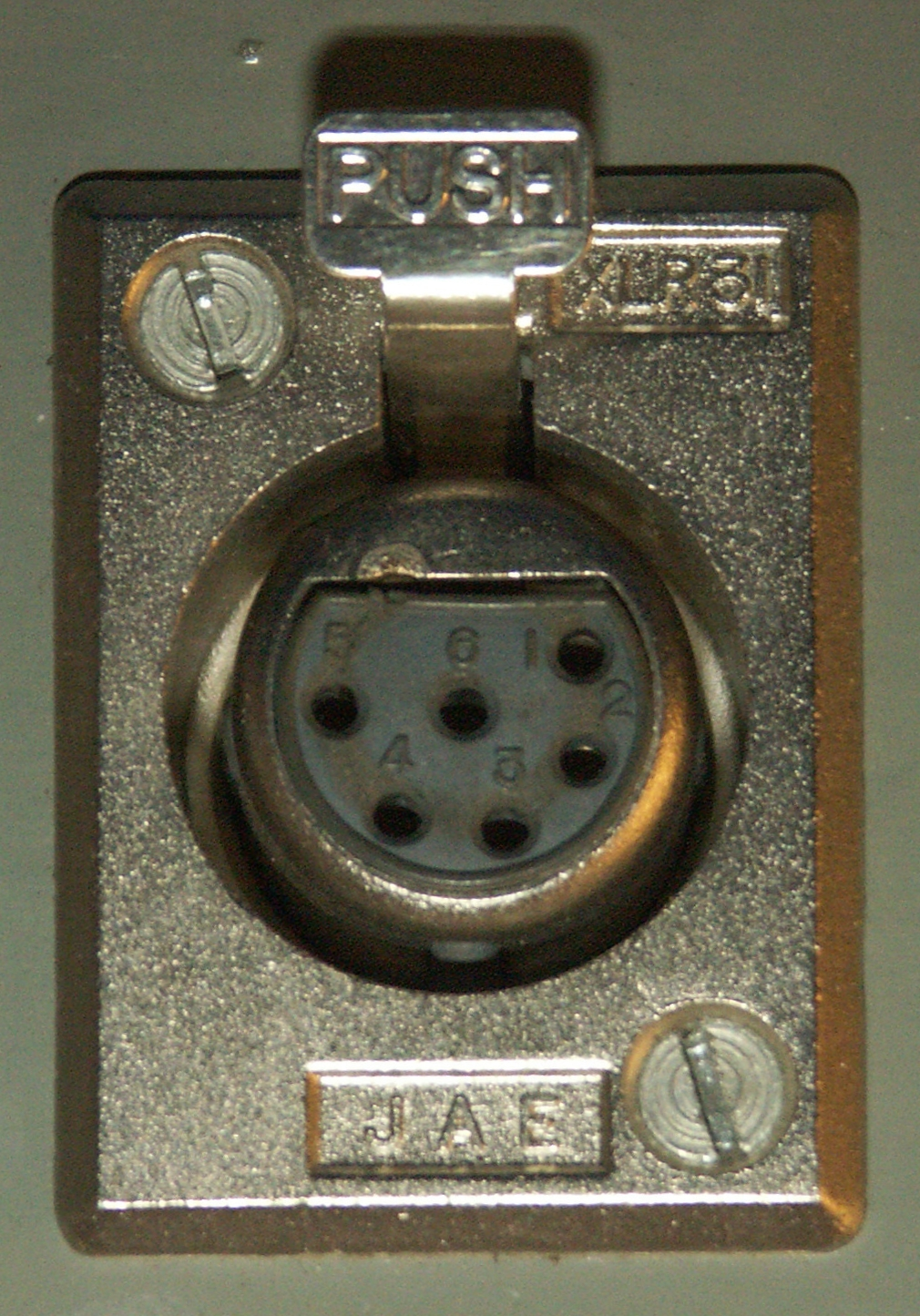
Connettore XLR6 femmina da pannello